# Stag (motorfiets)
Stag is een Brits historisch merk van motorfietsen uit Nottingham. Er werden van 1912-1914 4½- en 6 pk Precision-motoren gemaakt.